# أليكس وير
أليكس وير (بالإنجليزية: Alex Weir)‏ (20 أكتوبر 1916 في المملكة المتحدة - 10 يناير 2003 في المملكة المتحدة) هو مدرب كرة قدم ولاعب كرة قدم بريطاني (وحمل سابقاً جنسية المملكة المتحدة لبريطانيا العظمى وأيرلندا) في مركز الهجوم. لعب مع بريستون نورث إيند وغلينافون وغلينتوران ونادي ترانمير روفرز لكرة القدم ونادي شيلبورن ونادي مارغيت ونادي ميدلزبره ونادي ميلوول ونادي نورثامبتون تاون ونادي هارتلبول يونايتد ونادي واتفورد وووترفورد يونايتد ونادي بيليمينا يونايتد.